# Congregazione della Sacra Famiglia di Nazareth
La Congregazione della Sacra Famiglia di Nazareth (in latino Congregatio Sacrae Familiae a Nazareth) è un istituto religioso maschile di diritto pontificio: i membri di questa congregazione clericale, detti comunemente Piamartini, pospongono al loro nome la sigla F.N.

## Storia

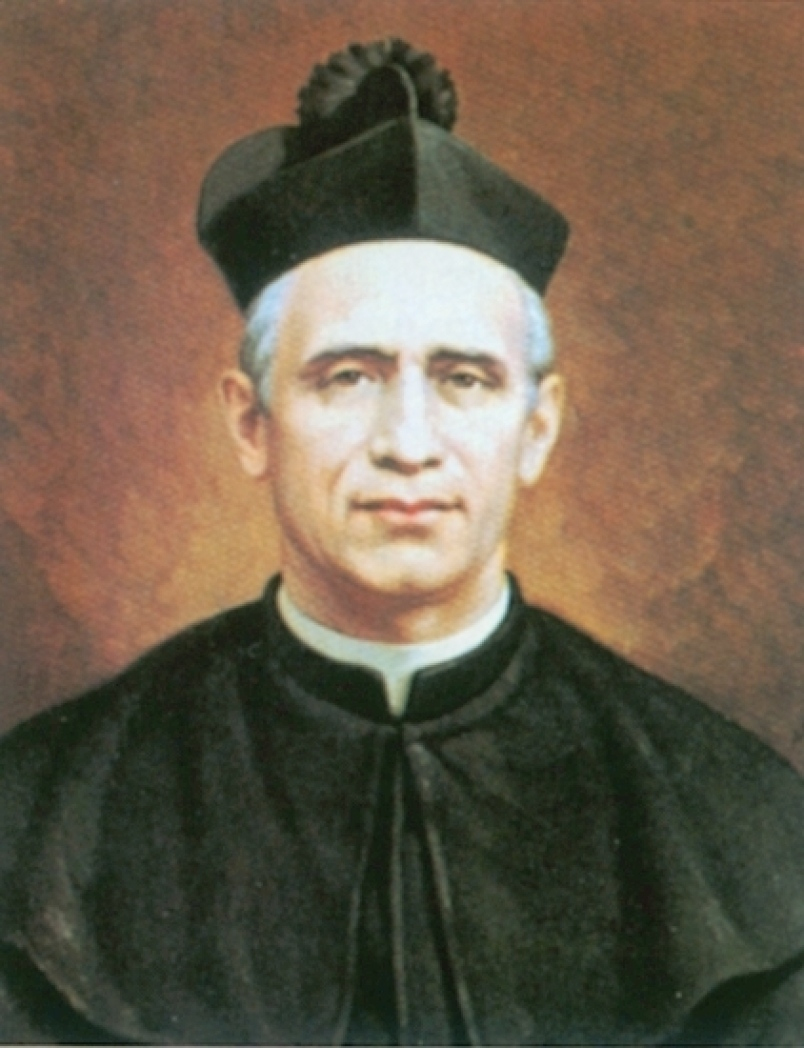
Giovanni Battista Piamarta, fondatore della congregazione, canonizzato nel 2012

La congregazione venne fondata da Giovanni Battista Piamarta (1841-1913). Ordinato sacerdote nel 1865, si interessò al problema dei giovani che lasciavano le campagne per cercare un lavoro in città: iniziò, quindi, un'opera per offrire un'educazione religiosa e una formazione professionale a questi ragazzi.
Nel 1886 aprì a Brescia l'Istituto Artigianelli, che crebbe rapidamente sia nel numero di ragazzi accolti che nella varietà della formazione offerta (corsi di tipografia, sartoria, forneria, meccanica...); con l'aiuto di un altro sacerdote, Giovanni Bonsignori, fondò anche una colonia agricola e una scuola agraria a Remedello (il futuro Istituto Bonsignori).
L'opera nel 1900 era gestita da una comunità di sei sacerdoti, tre chierici e tre fratelli coadiutori e, per garantire continuità al suo istituto, Piamarta decise di trasformare il sodalizio in una nuova famiglia religiosa: la pia società della Sacra Famiglia venne approvata dal vescovo di Brescia Corna Pellegrini.
Inizialmente i membri erano legati solo da voti privati, ma il 15 maggio 1939 si organizzarono come istituto religioso; la congregazione delle Sacra Famiglia di Nazareth ricevette il pontificio decretum laudis il 10 gennaio 1948.
La prima missione all'estero venne aperta in Brasile nel 1957.

## Attività e diffusione
I piamartini si dedicano all'assistenza e all'educazione religiosa, scolastica e professionale dei giovani, specialmente di quelli poveri e bisognosi, e al servizio pastorale in parrocchie, centri di spiritualità e vocazionali.
A essi si deve anche la fondazione e lo sviluppo della casa editrice Queriniana di Brescia.
Oltre che in Italia, sono presenti nelle Americhe (Brasile, Cile) e in Africa (Angola, Mozambico); la sede generalizia è a Brescia.
Alla fine del 2008 la congregazione contava 23 case e 130 religiosi, 93 dei quali sacerdoti.